# Jean-François Rime

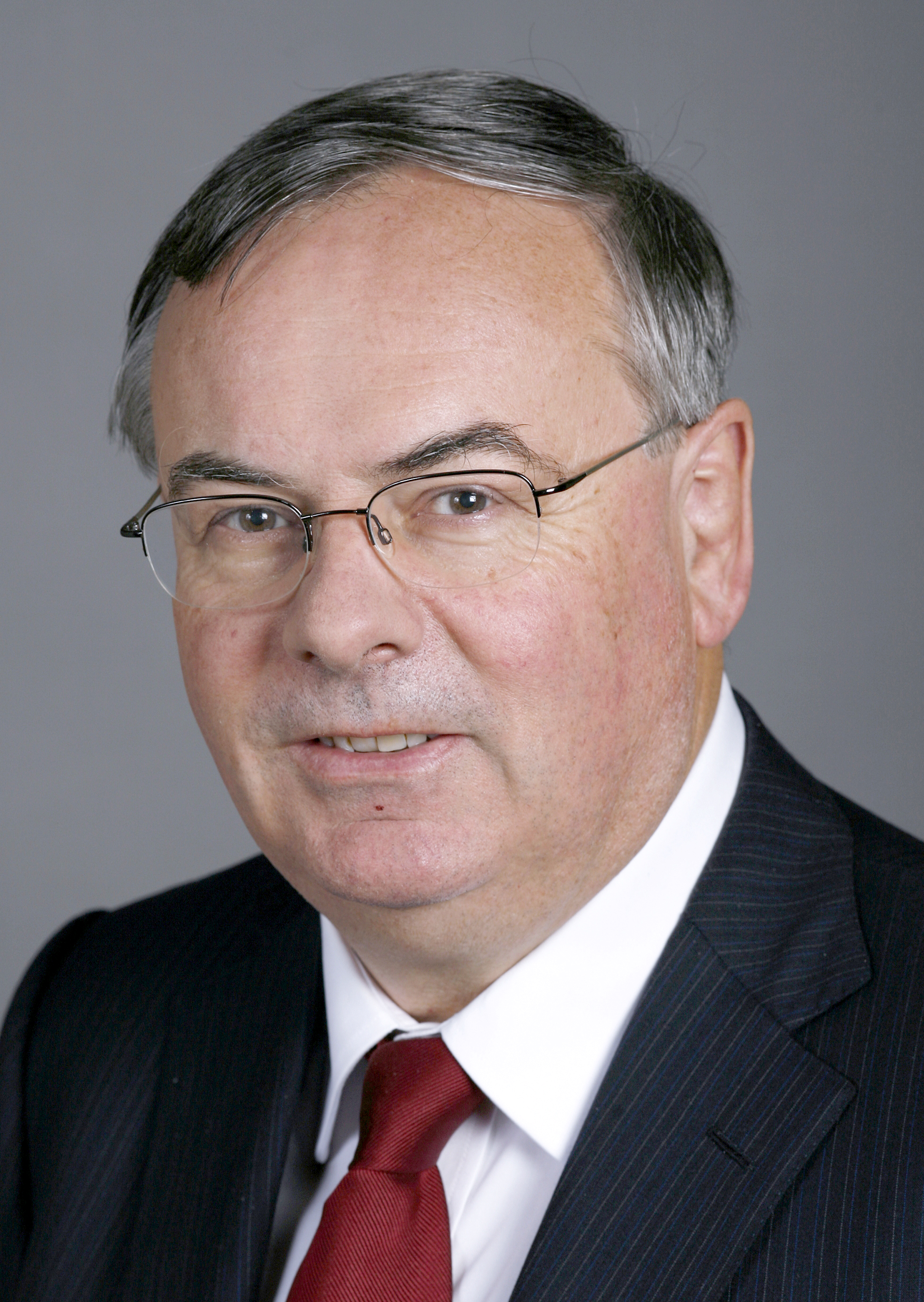
Jean-François Rime (2007)

Jean-François Rime (* 28. Juni 1950 in Freiburg; heimatberechtigt in Val-de-Charmey) ist ein Schweizer Unternehmer, Verbandsfunktionär und Politiker (SVP). Von 2003 bis 2019 war er Nationalrat. Von 2012 bis 2020 war er Präsident des Schweizerischen Gewerbeverbandes.

## Leben
Jean-François Rime war von Juni 1989 bis Februar 1991 im Gemeinderat von Bulle. 2002 wechselte er die Parteizugehörigkeit von der FDP zur SVP, für die er bei den Parlamentswahlen 2003 in den Nationalrat gewählt wurde, wo er bis zu seiner Abwahl 2019 verblieb. Er hatte vom 1. Dezember 2003 bis zum 2. Dezember 2007 Einsitz in der nationalrätlichen Kommission für Wirtschaft und Abgaben. Vom 3. Dezember 2007 bis zum 3. Oktober 2008 war er in der Spezialkommission Legislaturplanung 2007–2011 und vom 3. Dezember 2007 bis zum 1. März 2009 in der Kommission für Verkehr und Fernmeldewesen. Zuletzt war er Präsident der Kommission für Wirtschaft und Abgaben.
Von der Fraktion der Schweizerischen Volkspartei der Bundesversammlung wurde Rime für die Bundesratswahlen vom 22. September 2010 und erneut für die Bundesratswahlen vom 14. Dezember 2011 nominiert.
Rime ist Unternehmer; er besitzt ein Sägewerk in Bulle. Im Juni 2018 richtete ein Brand grossen Schaden an, mehrere Hallen wurden zerstört sowie ein benachbartes Kongresszentrum beschädigt. Das Feuer wurde womöglich absichtlich von Unbekannten gelegt.
Von 2008 bis Mai 2015 war er Präsident des Verbands Holzindustrie Schweiz (HIS). Ab Mai 2012 war er Präsident des Schweizerischen Gewerbeverbands. Nach seiner Abwahl bei den Nationalratswahlen 2019 kündigte er an, dass er 2020 nicht mehr an den Erneuerungswahlen des Gewerbeverbandes antreten wird. Sein Nachfolger wurde Fabio Regazzi.
Rime lebt in Bulle, ist verheiratet und hat drei Kinder. In der Schweizer Armee war er Soldat der Kavallerie.